# داني آموس
داني آموس (بالإنجليزية: Danny Amos) هو لاعب كرة قدم بريطاني في مركز الوسط، ولد في 22 ديسمبر 1999 في شفيلد في المملكة المتحدة. لعب مع نادي دونكاستر روفرز.

## وصلات خارجية
- داني آموس على موقع قاعدة بيانات كرة القدم.إي يو (الإنجليزية)
- داني آموس على موقع Soccerbase.com (لاعب) (الإنجليزية)